# Carl Nielsen

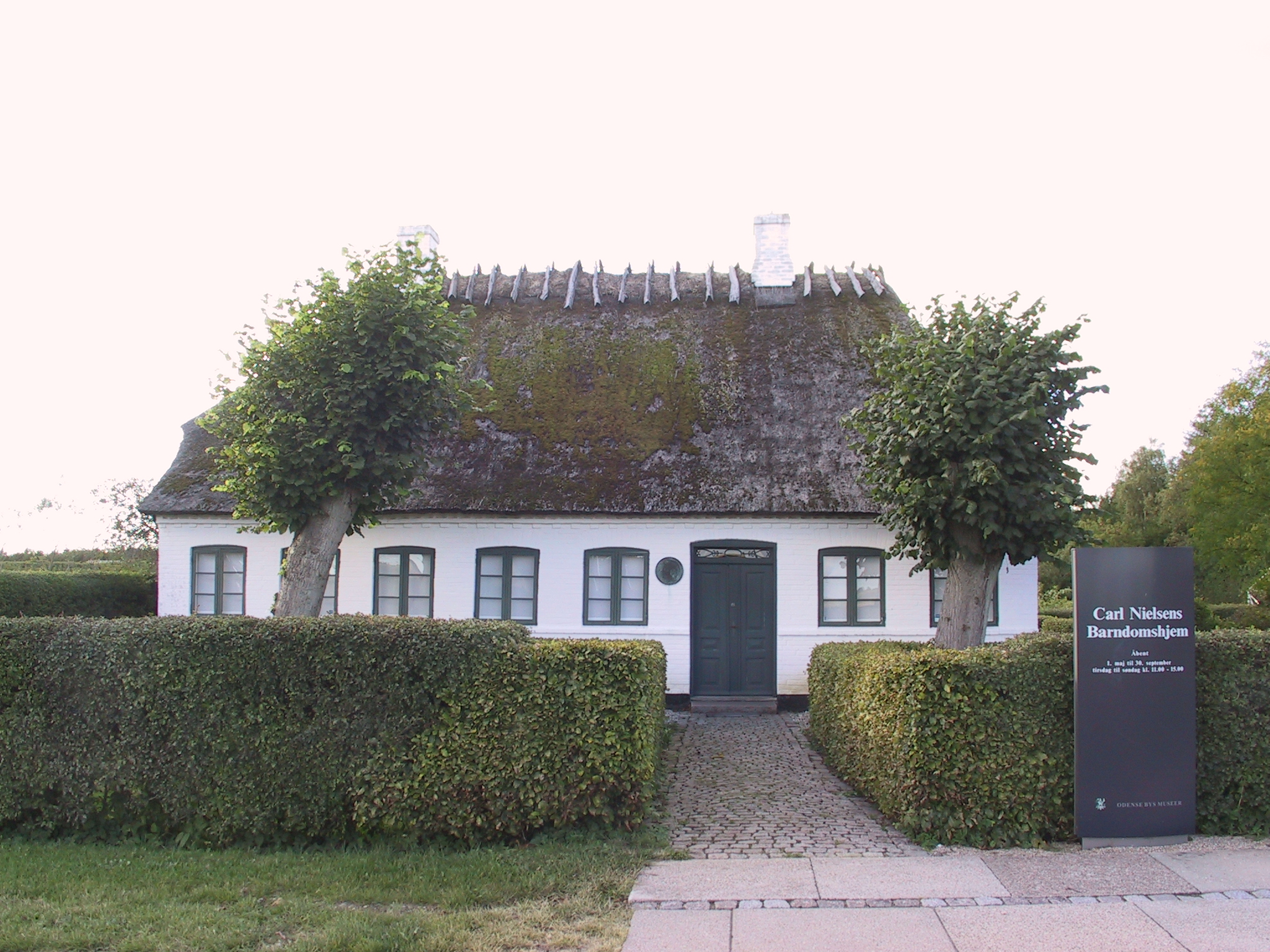
A zeneszerző gyermekkori otthona Nørre Lyndelsében

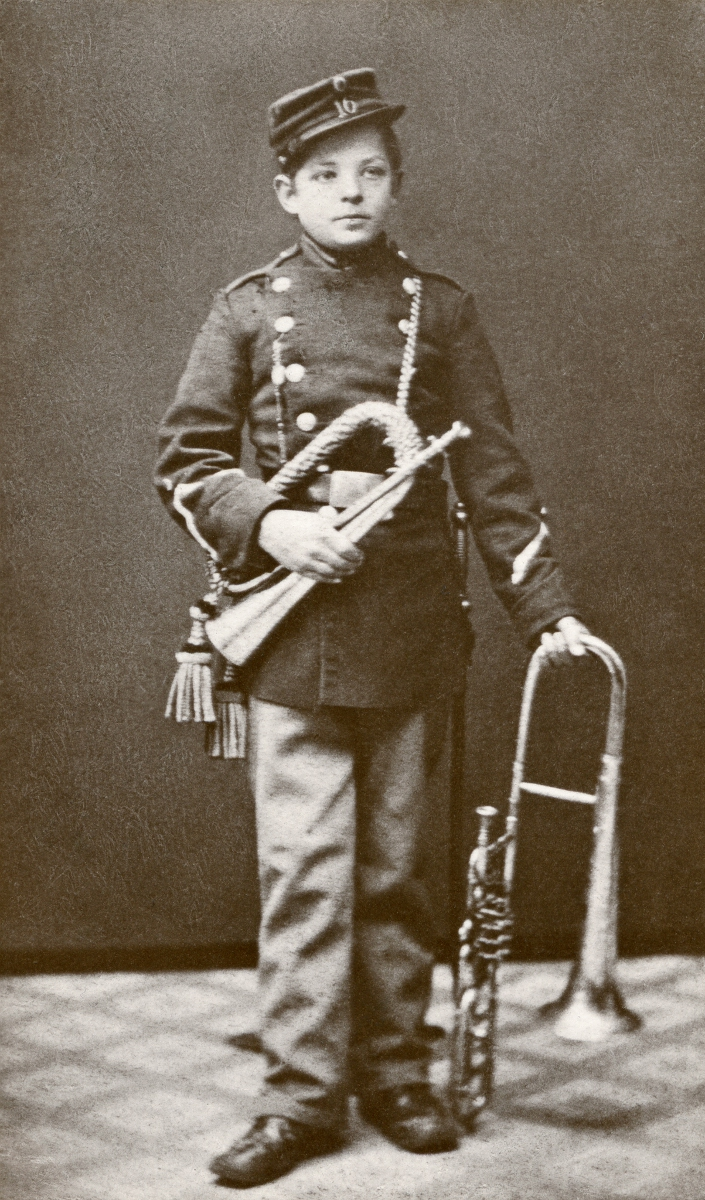
Carl Nielsen 14 évesen az odensei katonai fúvószenekar tagjaként

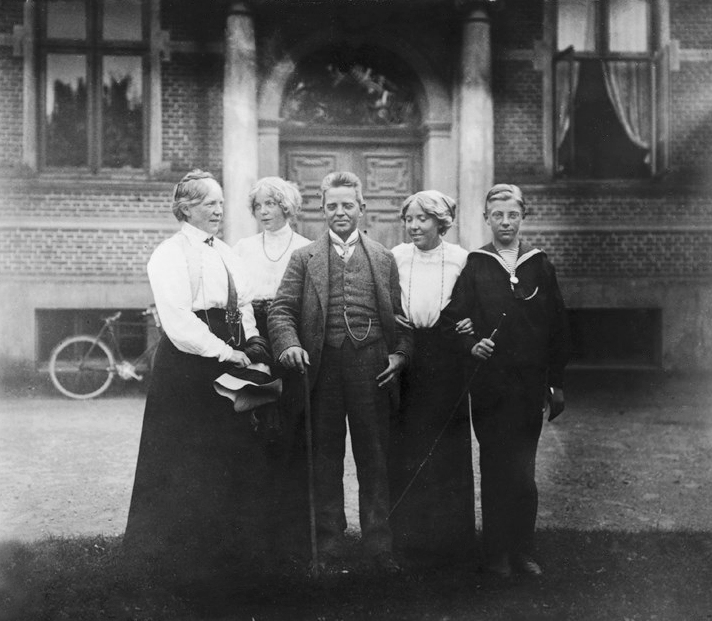
A Nielsen család vendégségben Lollandon, a Fuglsang birtokon, 1915 körül
Anne Marie Carl-Nielsen, Anne Marie Telmányi, Carl Nielsen, Irmelin Johanne és Hans Borge

Carl August Nielsen (Sortelung, 1865. június 9. – Koppenhága, 1931. október 3.) dán zeneszerző, karmester, hegedűművész. Hazája legismertebb zeneszerzőjeként tartják számon. Írt két operát, hat szimfóniát, három versenyművet, hat vonósnégyest, több száz dalt és számos más színpadi, zenekari és vokális művet. A romantikával szembefordulva, a korábbi korok zenéjére építve (pl. gregorián dallamok, reneszánsz és klasszikus zene) alkotta meg saját modern stílusát.

## Élete
Carl August Nielsen 1865. június 9-én született a Dániához tartozó Fyn szigeten, az Odense melletti kis faluban Sortelungban (Nørre Lyndelse város határában) a tizenkét gyermekes család hetedik gyermekeként. Édesapja, Niels Jørgensen, festő, népzenész (hegedűn és csontkürtön játszott) volt. Ő kezdte a fiát hegedülni tanítani. Már fiatalon nagyon tehetségesnek bizonyult, olyan mesterek műveit is le tudta játszani, mint Mozart vagy Beethoven. Édesanyja, aki egy jómódú hajós családból származott, gyakran énekelt népdalokat a fiúnak. Egyik nagybátyja, Hans Andersen (1837-1881) tehetséges zenész volt. Gyermekkori élményeit Gyermekkorom Fyn-en (Min Fynske Barndom) című önéletrajzában írta le. Első hegedűjét édesanyjától kapta hat esztendős korában. Első, azóta elveszett műveit, egy altatót és egy az életrajzában is megemlített polkát, nyolc-kilencéves korában komponálta. Szülei kezdetben úgy vélték, hogy zenészként nem fog tudni boldogulni, ezért tizennégy évesen boltos segédnek küldték egy közeli faluba. Az üzlet azonban még azon év nyarán csődbe ment, így Nielsen visszatért szülőfalujába, ahol fúvós hangszereken kezdett játszani.
1874-től az apja falusi zenekarában játszott hegedűn, majd 1879-től 1883-ig az odensei 16. zászlóalj katonazenekarában játszott kürtön és harsonán. Ezalatt az idő alatt tanult meg önerőből zongorázni. 1881-től hegedű különórákat vett Carl Larsentől, az odensei Szent Knut katedrális sekrestyésétől. Különböző vonósnégyesek tagjaként is színpadra lépett, ahol Mozart, Haydn és George Onslow műveit játszotta. Nem tudjuk pontosan, hány művet komponált ez idő alatt, de önéletrajzából arra következtethetünk, hogy néhány rézfúvós triót és kvartettet írt ebben a periódusban, melyek azonban nem maradtak fent. 1884-ben művészetpártoló mecénások jóvoltából került be a koppenhágai Dán Királyi Zenei Konzervatóriumba, ahol Niels Wilhelm Gade-tól zeneszerzést, Orla Rosenhoff-tól (1844-1905) zeneelméletet, Valdemar Tofte-tól (1832-1907) pedig hegedülni tanult. Az iskolát 1886 decemberében fejezte be.
A konzervatórium elvégzése után Hans Frederik Hansen (1836-1921) nyugalmazott kereskedő koppenhágai lakásában élt, amíg nem jutott olyan pozícióba, hogy saját lábára állhasson. Az itt töltött idő alatt beleszeretett szállásadói akkor 14 esztendős lányába, a későbbi festőművész, néprajzkutató, Emilie Demantba (1873-1958). A viszony három évig tartott. 1889-től a koppenhágai Dán Királyi Színház zenekarának másodhegedűseként dolgozott, melyet ebben az időben Johan Svendsen vezetett. Ekkor mutatták be Dániában Verdi Falstaff és Otello című operáit. Majd 1904-1914 között az együttes karmestere volt, eleinte helyettesként, majd Svendsen 1905-ös nyugdíjba vonulása után vezetőként. Amíg nem tett szert komolyabb jövedelemre, addig hegedű magánórákat adott és számos mecénás támogatását élvezte, többek között három odensei iparosét, Jens Georg Nielsenét (1820-1901), Albert Sachsét (1846-?) és Hans Demantét (1827–1897). Egy évvel azután, hogy elkezdett a Királyi Színházban dolgozni, elnyert egy 1800 koronás ösztöndíjat, ami lehetővé tett számára egy több hónapos európai tanulmányutat. Utazása során megismerkedett Wagner zenéjével, melytől élesen elhatárolódott.
1891-ben Lipcsében találkozik a zeneszerző és zongorista Ferruccio Benvenuto Busonival, akivel több, mint harminc évig levelezik. 1891 márciusában, nem sokkal Párizsba érkezése után, találkozik a szintén tanulmányúton lévő dán szobrásszal, Anne Marie Brodersennel. Olaszországba már együtt utaznak tovább. Hazatérésük előtt, 1891. május 10-én házasodnak össze a firenzei Szent Márk Anglikán templomban. A házaspárnak három gyermeke született. A legidősebb lányuk Irmelin Johanne (1891-1974) zeneelméletet tanult édesapjától, majd 1919 decemberében hozzáment Eggert Møller (1893-1978) orvoshoz, a Koppenhágai Egyetem professzorához, a Nemzeti Kórház igazgatójához. Középső gyermekük Anne Marie (1893-1983) festőművész, a magyar származású hegedűművész Telmányi Emil felesége lett. Fiúk Hans Borge (1895-1956), egy gyermekkori agyhártyagyulladás következtében értelmileg sérült lett, élete nagy részét a családjától távol, különböző klinikákon töltötte. Nielsennek két törvénytelen gyermeke is volt. Az egyikük Carl August (1888-1963) Karen Hansennel való kapcsolatából, akivel még felesége megismerése előtt élt együtt. Anne Marie később felajánlotta, hogy örökbe fogadja a fiút. Carl August végül az édesanyjával együtt az Egyesült Államokba költözött. Volt még egy lánya Rachel Siegmann (1912-?), akiről valószínűleg a felesége sem tudott.
Házassága nem volt felhőtlen. Anne Marie az 1890-es és 1900-as években gyakran hónapokra távol volt otthonról, a gyermeket az elfoglalt zeneszerzőre hagyva. Nielsen végül más nők társaságában keresett vigaszt. A szerelmi életében uralkodó zűrzavar rányomta bélyegét az ebben az időszakban keletkezett művekre. Megjelenik a Saul és Dávid című operában (1899-1901), A négy temperamentum szimfóniában (1901-02), de a Hymnus amorisban teljesedik ki (1896, CNW 100, Op.12.). A művet Tiziano Egy féltékeny férj csodája című freskója inspirálta, melyet még nászútjuk során látott. A kantáta egyik példányára a következő ajánlást írta: „Az én Mariemnak. Ezek a szerelmet dicsőítő hangok nem mérhetőek az igazi érzéshez.” Carl Nielsen 1905-ben javasolta a válást és fontolóra vette a Németországba költözést, végül a számos külön töltött időszak ellenére is házasok maradtak a zeneszerző életének hátralévő résézre is.
1901-től szerény állami támogatásban részesült, mely kezdetben évi 800 korona volt, ami 1927-re évi 7500 koronára emelkedett. Ez lehetővé tette, hogy ne kelljen magántanítványokat fogadnia és több időt fordíthasson a zeneszerzésre. 1903-tól még elsődleges kiadójától, a Wilhelm Hansen Kiadótól is rendszeres évi tiszteletdíjat kapott. 1914-től 1926-ig a Zenetársaság (Musikforeningen) zenekarának vezető karmestere.
Az első világháború alatt és azt követő években többnyire Fyn-en tartózkodott, időről időre elvonulva barátaihoz a Fuglsang vagy a Damgaard birtokra. A háború alkotói válságba sodorta és komoly nyomot hagyott művein. A negyedik (1914-1916, CNW 28, FS 76, op. 29.) és az ötödik (1921-1922, CNW 29, FS 97, op. 50.) szimfónia is ez idő tájt íródott.
1915-ben kinevezték a konzervatórium igazgatósági tagjának. 1916-tól haláláig az intézmény tanára volt, zeneszerzést és zeneelméletet oktatott. Élete utolsó évében az intézmény igazgatója lett. 1925-ben komoly szívrohamot kapott, ezért kénytelen volt korlátozni tevékenységeit, de a tanítást és a komponálást élete végéig folytatta. Ebben az évben nagyszabású ünnepséggel köszöntötték hatvanadik születésnapja alkalmából. A svéd kormánytól kapott egy kitüntetést, hazájában pedig a második legmagasabb kitüntetés, a Dannebrog-rend negyedik fokozatát (parancsnok) nyerte el. A Tivoli Hangversenyteremben gálakoncertet tartottak, melyen Carl Nielsen maga vezényelte az ötödik szimfóniát és a Tavasz Fyn-en (CNW 102, FS 96, op. 42.) című művet. 1925-ben jelent meg Élő zene című esszékötete, két évvel később pedig Gyermekkorom Fyn-en című önéletrajza.
1926-ban így ír naplójába: „A hazai föld úgy hívogat engem, mint egy hosszú, szenvedélyes csók. Ez azt jelenti, hogy végül vissza kell térjek és Fyn földjében kell nyugodjak? Akkor az a hely legyen, ahol születtem: Sortelung.” Ez nem valósult meg. 1931. október 1-én egy újabb szívroham sorozat miatt a koppenhágai Nemzeti Kórházba szállították, ahol két nappal később tíz perccel éjfél után, családja körében, elhunyt. A koppenhágai Nyugati temetőben (Vestre Kirkegård) helyezték végső nyugalomra. A temetésen a zeneszerző művei csendültek fel.

## Munkássága

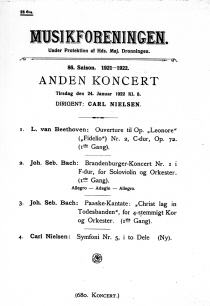
Az 5. szimfónia bemutatójának plakátja

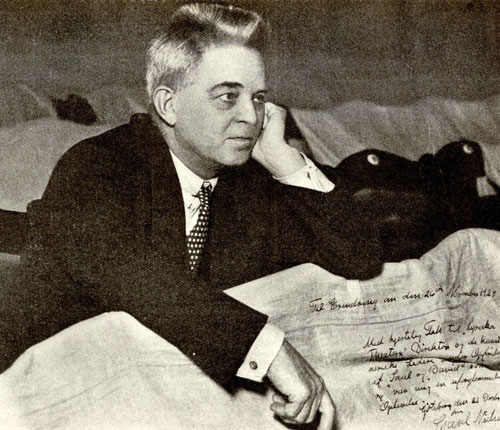
A zeneszerző a Saul és Dávid göteborgi előadásának próbáján 1928-ban

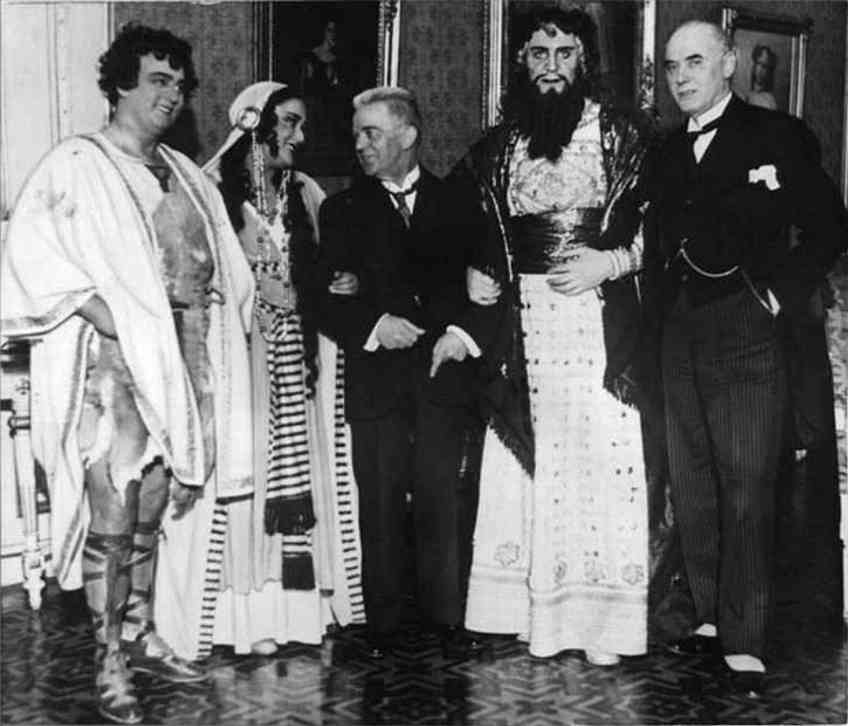
Nielsen a Saul és Dávid 1931-es stockholmi bemutatóján az énekesekkel

Bár első műveit nyolcévesen írta, első bemutatójára csak 1887. szeptember 17-én került sor, amikor a Tivoli Hangversenyteremben Balduin Dahl vezényletével műsorra tűzték az Andante tranquillo e Scherzo-t (CNW 31). Az előadáson Nielsen hegedűn működött közre. Nielsen később egy másik művével, az F-dúr vonósnégyessel szeretett volna hivatalosan debütálni, de 1888. január 25-én a Privát Kamarazenei Társaság (Privat Kammermusikforening) épületében tartott koncerten csak az első két tétel (CNW 50 és 51) hangzott el. A művet később sem fejezte be teljesen. Máig vitatott, hogy a CNW 52 számon nyilvántartott tétel ennek a vonósnégyesnek a része vagy egy másik szintén F-dúrban íródott mű részének szánta. Az első komolyabb művének, az 1. opusz számot viselő vonószenekari szvitnek (nonett, CNW 32, FS 6), a bemutatójára csak 1888 szeptemberében került sor. Tanulóévei alatt keletkezett rézfúvósokra írott triói és kvartettjei nem maradtak fent.
Egyéni stílusának kialakulása a romantikával, elsősorban Wagner zenéjével való szembefordulással veszi kezdetét. Ekkor kezd el érdeklődni a korábbi korok zenéje iránt. Megismerkedik a gregorián dallamokkal, a reneszánsz és a klasszicizmus zenéjével. Részletesen tanulmányozza a Bach-család és Mozart műveit.

### Írásai
- Élő zene (Levende musik, 1925)
- Gyermekkorom Fyn-en (Min fynske barndom, 1927)

### Műveinek katalogizálása
A zeneszerző munkáinak többféle csoportosítása létezik. Ezek közül a FS és CNW katalógus a legjelentősebb. Nielsen néhány fontosabb munkájának opus számot is adott, összesen 58-at. Az 59-et posztumusz rendelték az egyik művéhez.

#### FS katalógus
Az FS-szám Dan Fog és Torben Schousboe 1965-ös katalógusában szereplő számok, ez a katalógus nagyjából időrendi sorrendet követ. Hátránya, hogy a zeneszerző műveinek alig több, mint negyedét tartalmazza ez a lista.

#### CNW katalógus
A CNW-szám a Dán Királyi Könyvtár által 2015-ben kiadott, a zeneszerző munkáit bemutató, felülvizsgált katalógus azonosító számai, melyben a szerző ma ismert 419 műve tematikus csoportosításban található. 1-től 24-ig a színpadi művek, 25-től 99-ig zenekari művek (ezen belül 25-től 30-ig a szimfóniák), 100-tól 419-ig (néhány kivétellel) a vokális művek szerepelnek. A dalgyűjtemények közös azonosító számot is kaptak.

## Kották
- Nielsen, Carl. International Music Score Library Project. (Hozzáférés: 2019. május 17.)

## Díjak, kitüntetések
- 1925 –  A Dannebrog-rend (Dannebrogordenen) parancsnoka (Kommandør)

## Emlékezete
- Szülőháza ma múzeumként üzemel.
- Nem messze szülőfalujától Odensében működik egy nagy Carl Nielsen Múzeum.
- Anne Marie Carl-Nielsen Tavasz Fyn-en című kompozíciójával állítottak emléket a zeneszerző tiszteletére Koppenhága belvárosában (Indre By) a Kastellet mellett, a Grønningen és a Store Kongensgade sarkán. A szobor egy meztelen fiút ábrázol lóháton pánsíppal a kezében. A ló az eredeti vázlatokon még Pegazus volt.
- A Dán Királyi Színház Stærekassen (Seregélyfészek) nevű épületének boltívén lévő mozaik egyik alakja Nielsent ábrázolja fuvolával a kezében.
- 1997 és 2009 között forgalomban lévő dán 100 koronás bankjegyen az ő arcképe szerepelt.
- A Norwegian Air egyik Boeing 737-esét szintén Carl Nielsen tiszteletére díszítették a zeneszerző portréjával.

## Meghallgatható felvételek
- Nem tudod lejátszani a fájlt? Olvasd el a Wikipédia:Médiafájlok lapot.

## Képgaléria

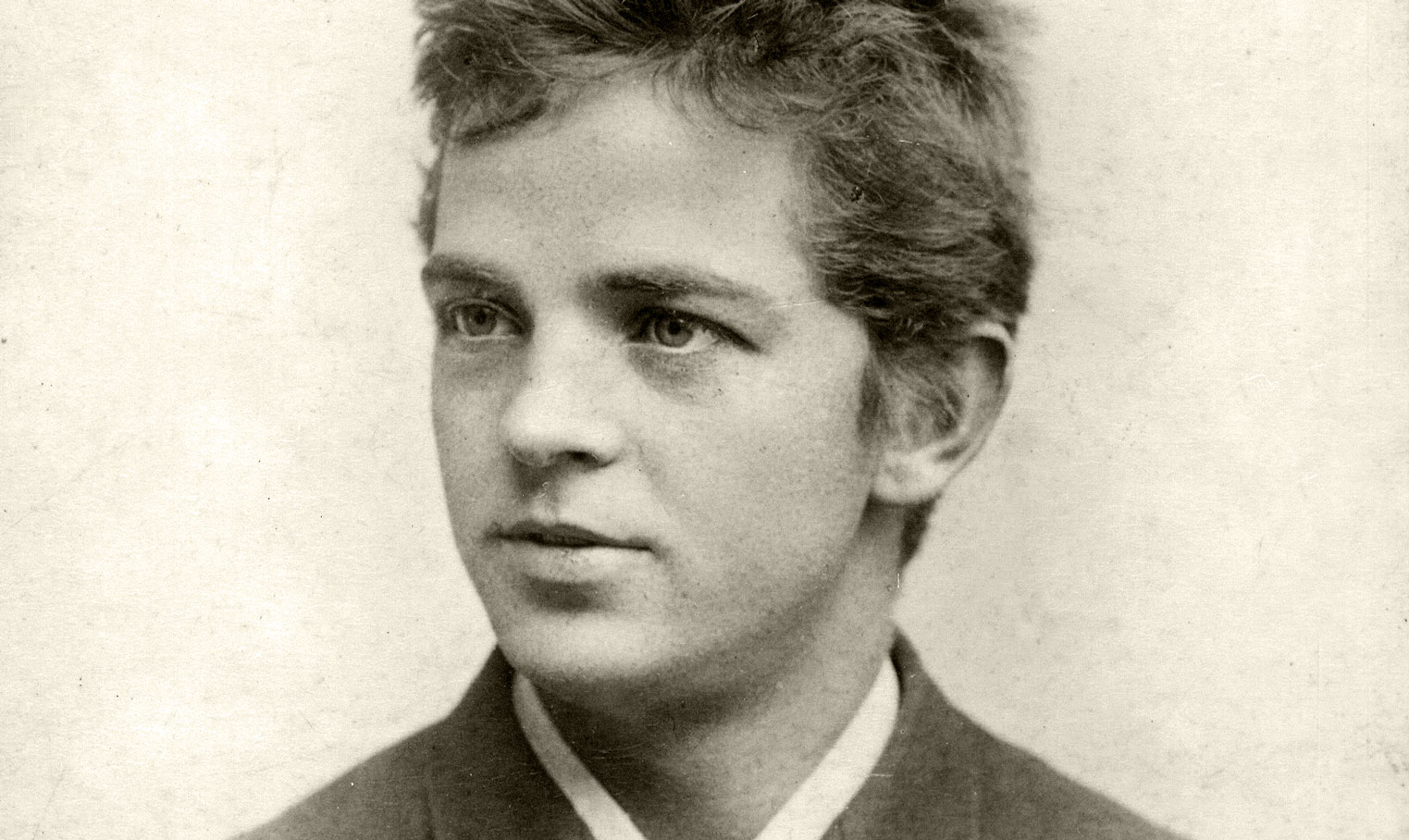
A fiatal Nielsen 1884-ben
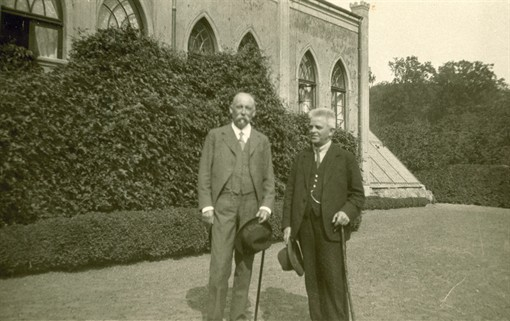
Carl Nielsen és Einar Cordt Trap (1859-1937) Damgaardban
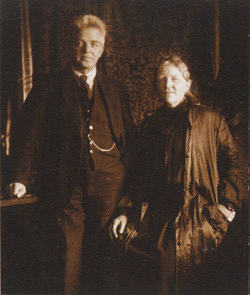
Nielsen a feleségével, Anne Marie-val
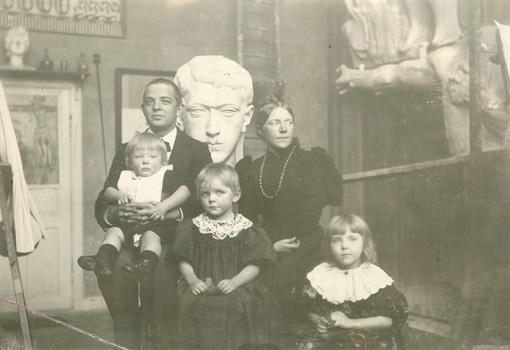
A Nielsen-család
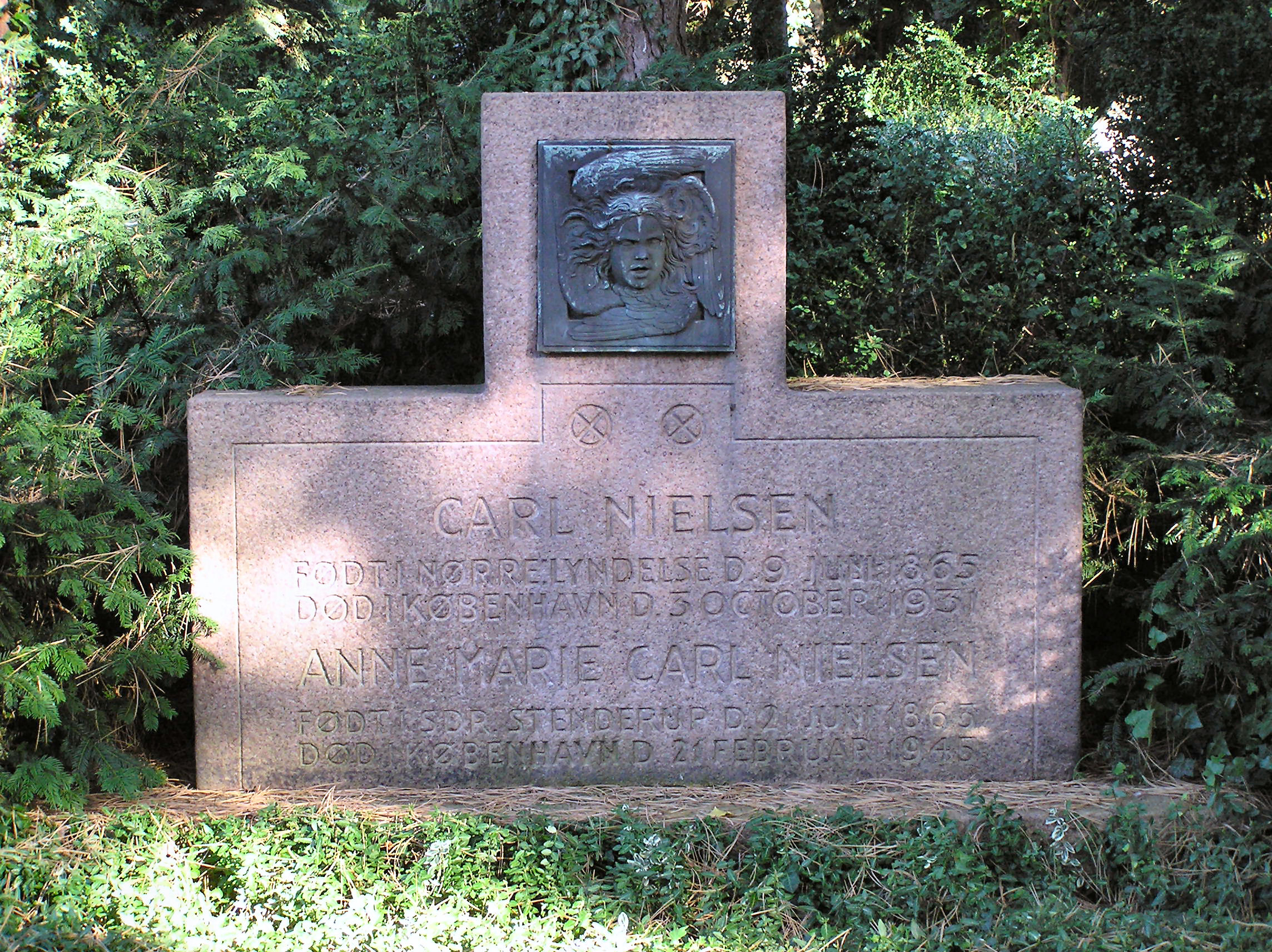
Nielsen és neje sírja a Nyugati Temetőben, Koppenhágában
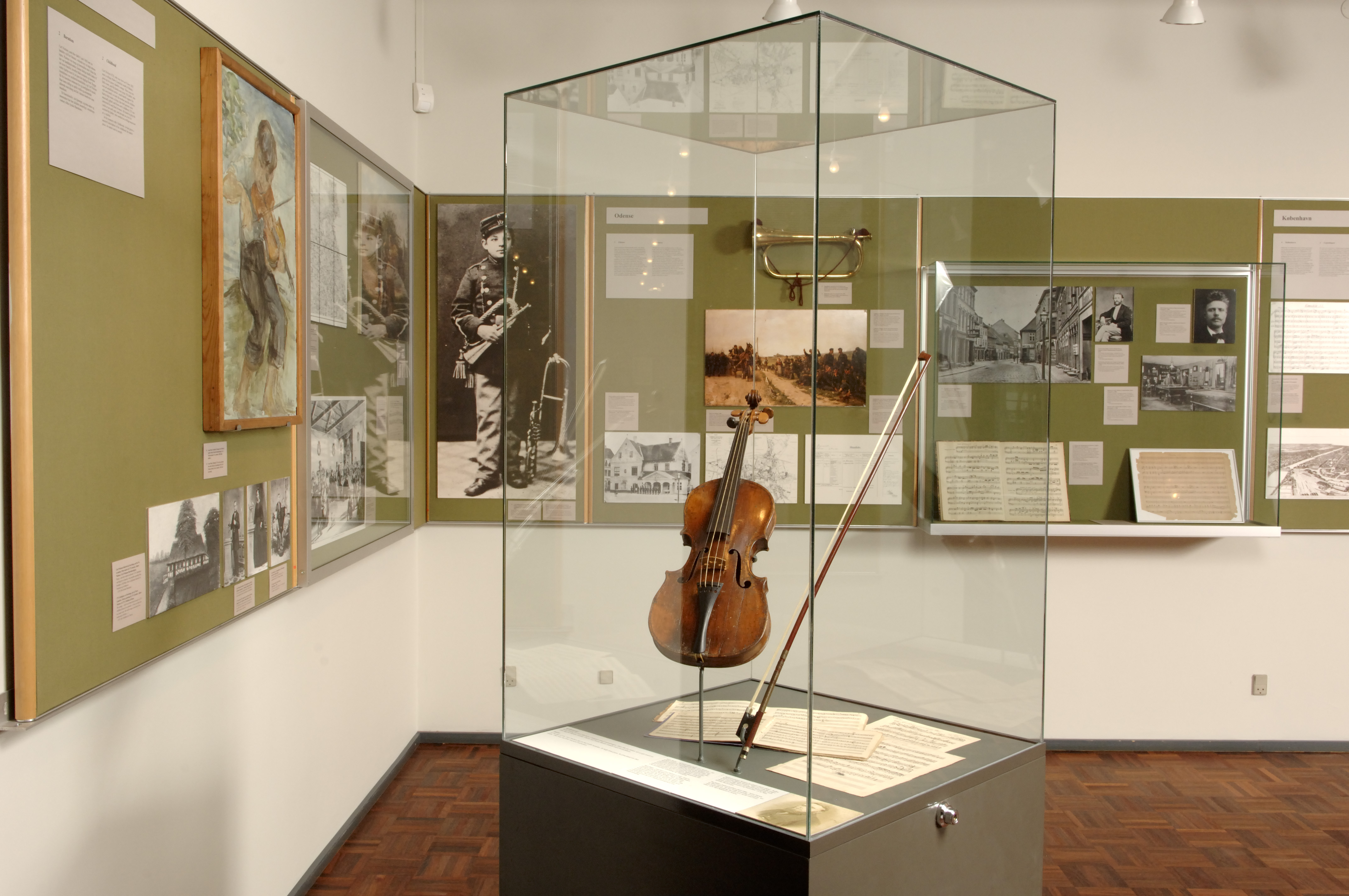
Hegedűje az odensei Carl Nielsen Múzeumban
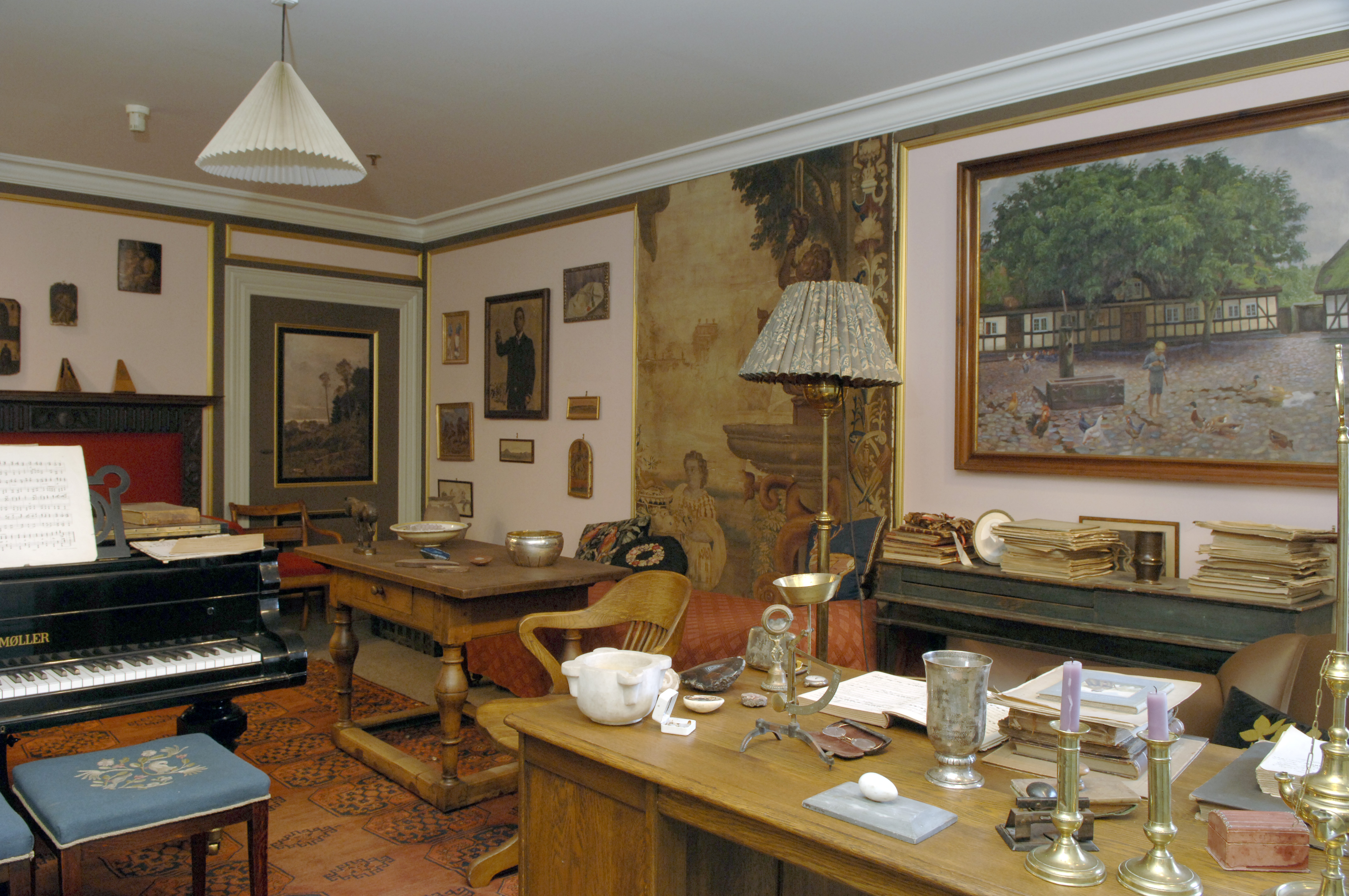
Szobarekonstrukció a múzeumban
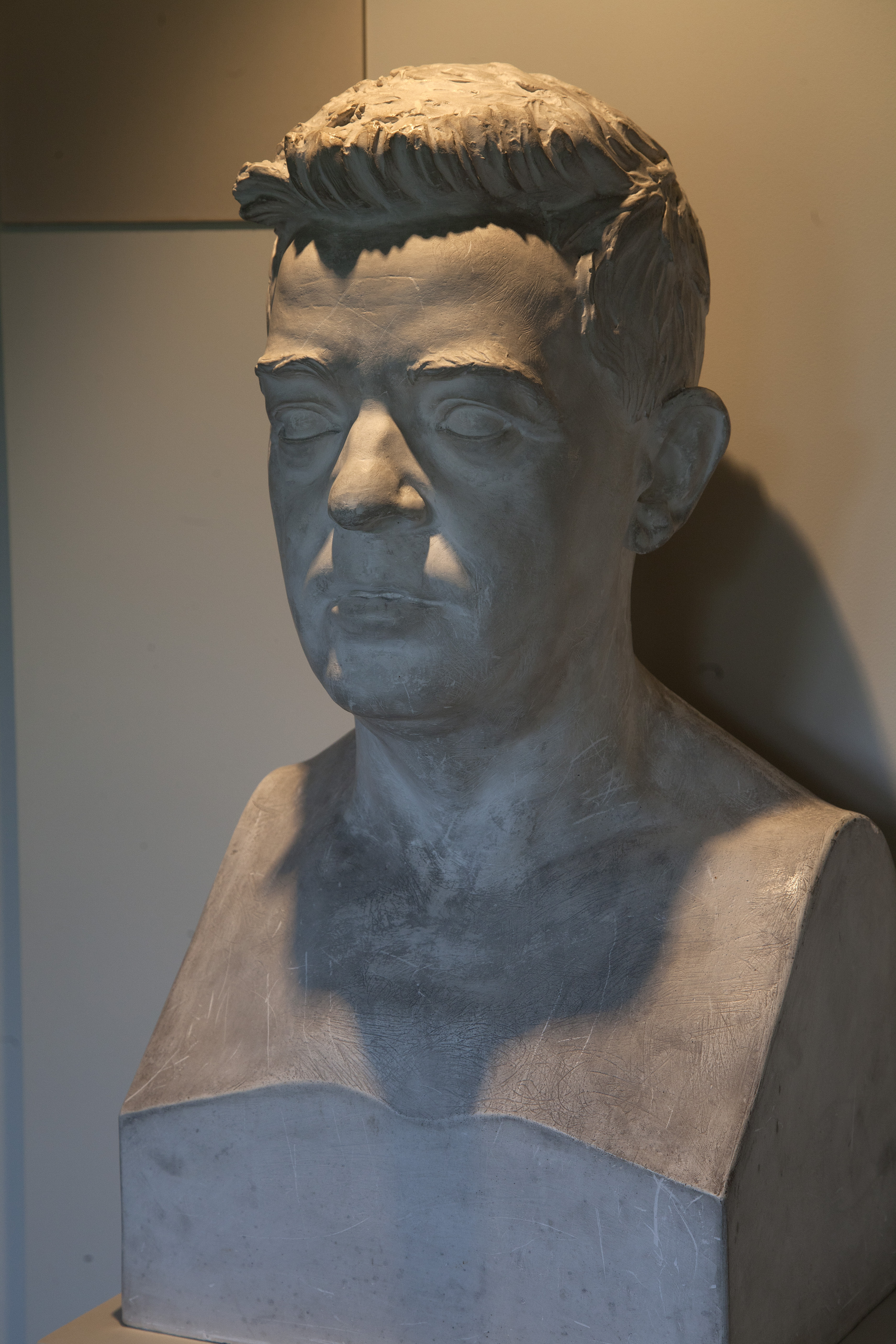
Mellszobra szülőházában
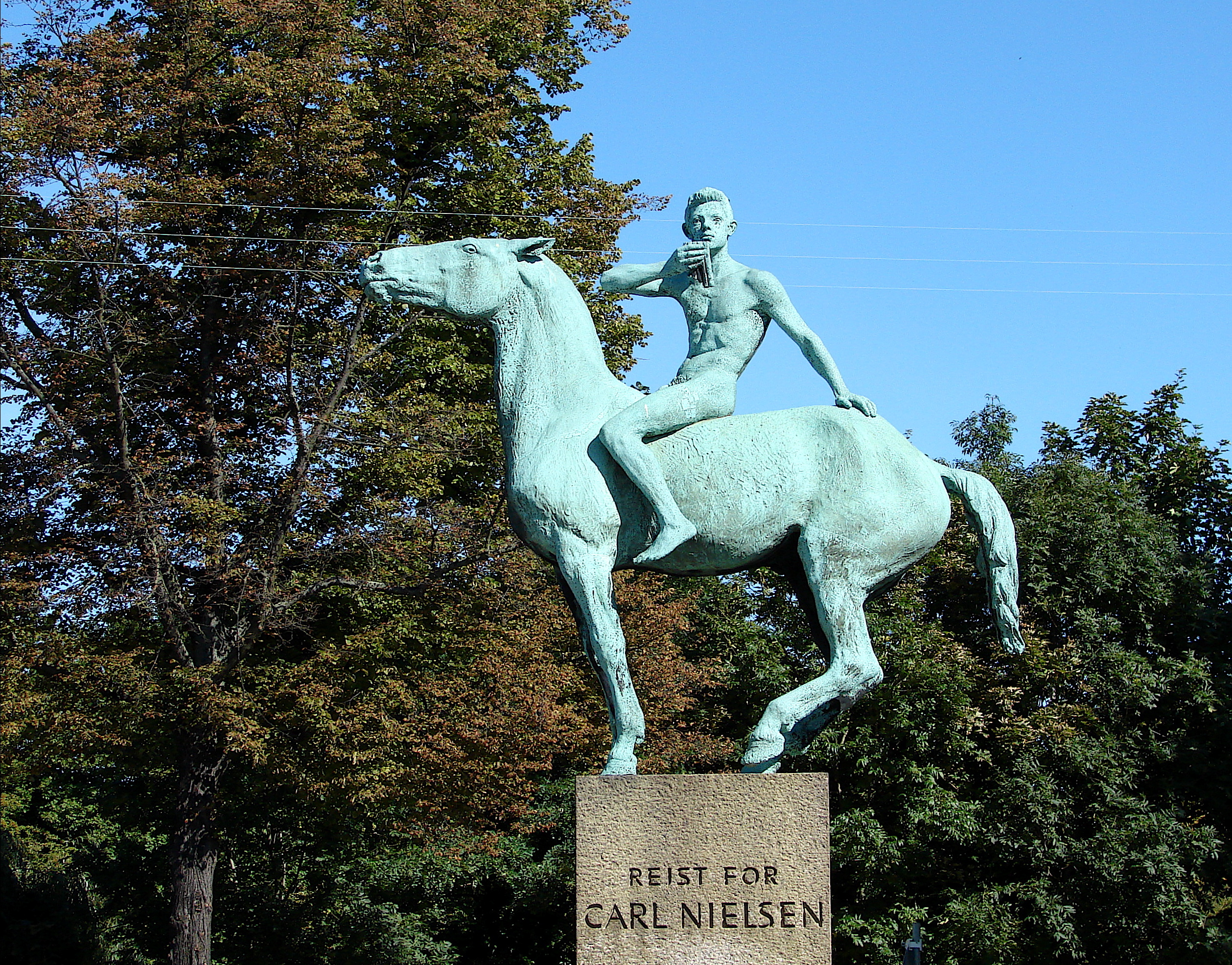
Carl Nielsen emlékmű Koppenhágában, Anne Marie Carl-Nielsen Tavasz Fyn-en című kompozíciója
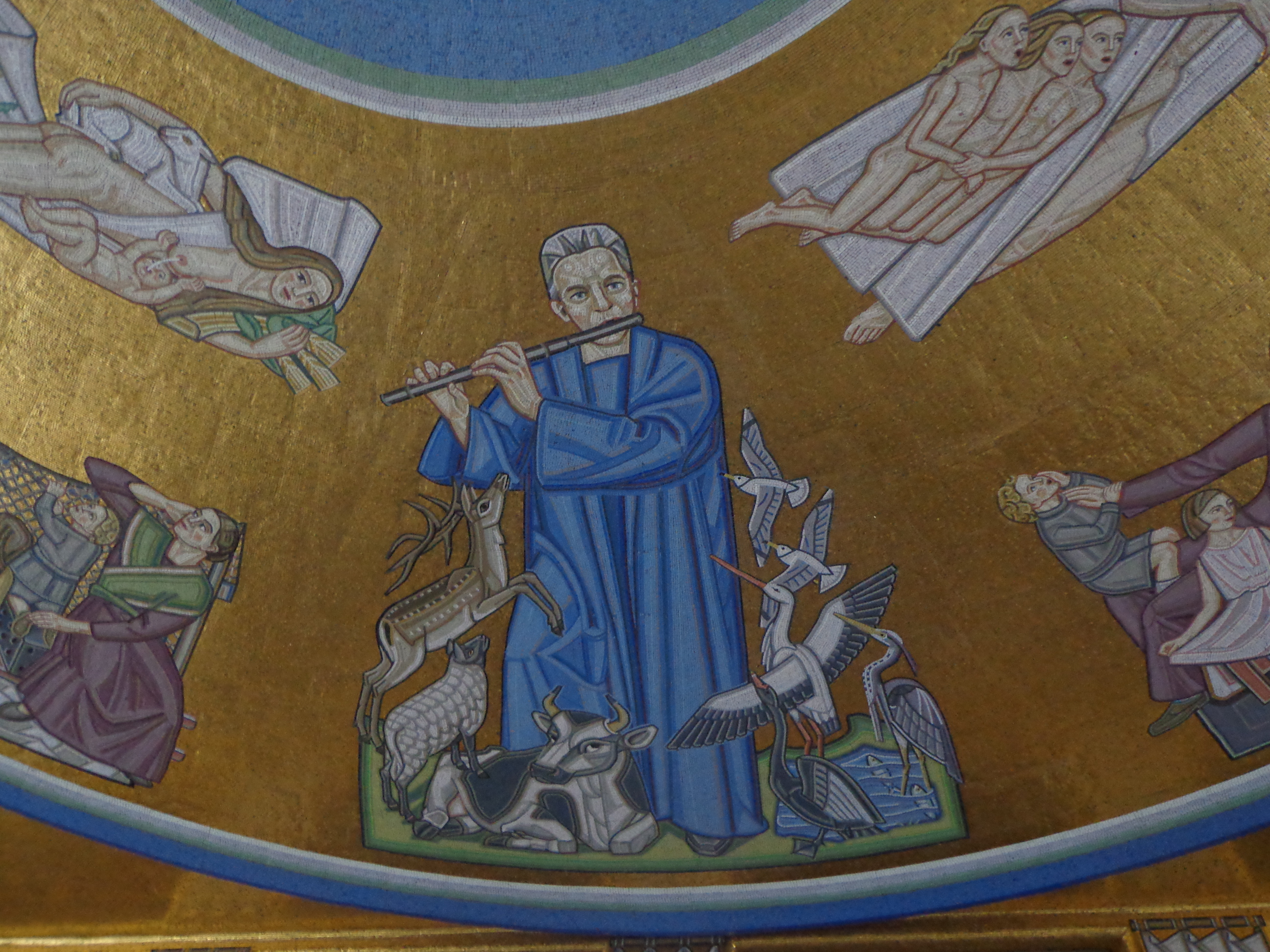
Nielsent ábrázoló mozaik a Dán Királyi Színház Stærekassen nevű épületének boltívén
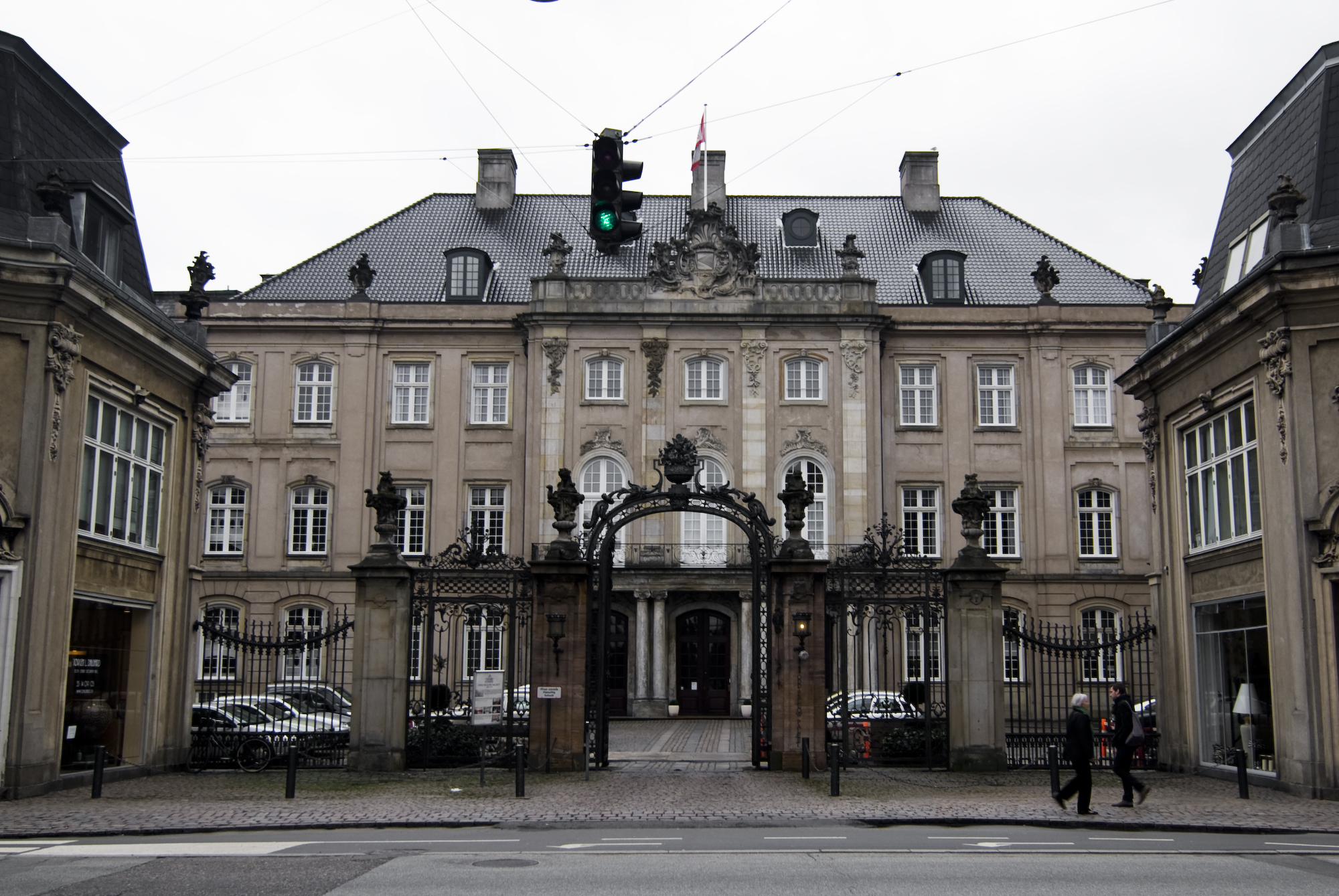
A Berckentin-palota, ahol több művét is bemutatták
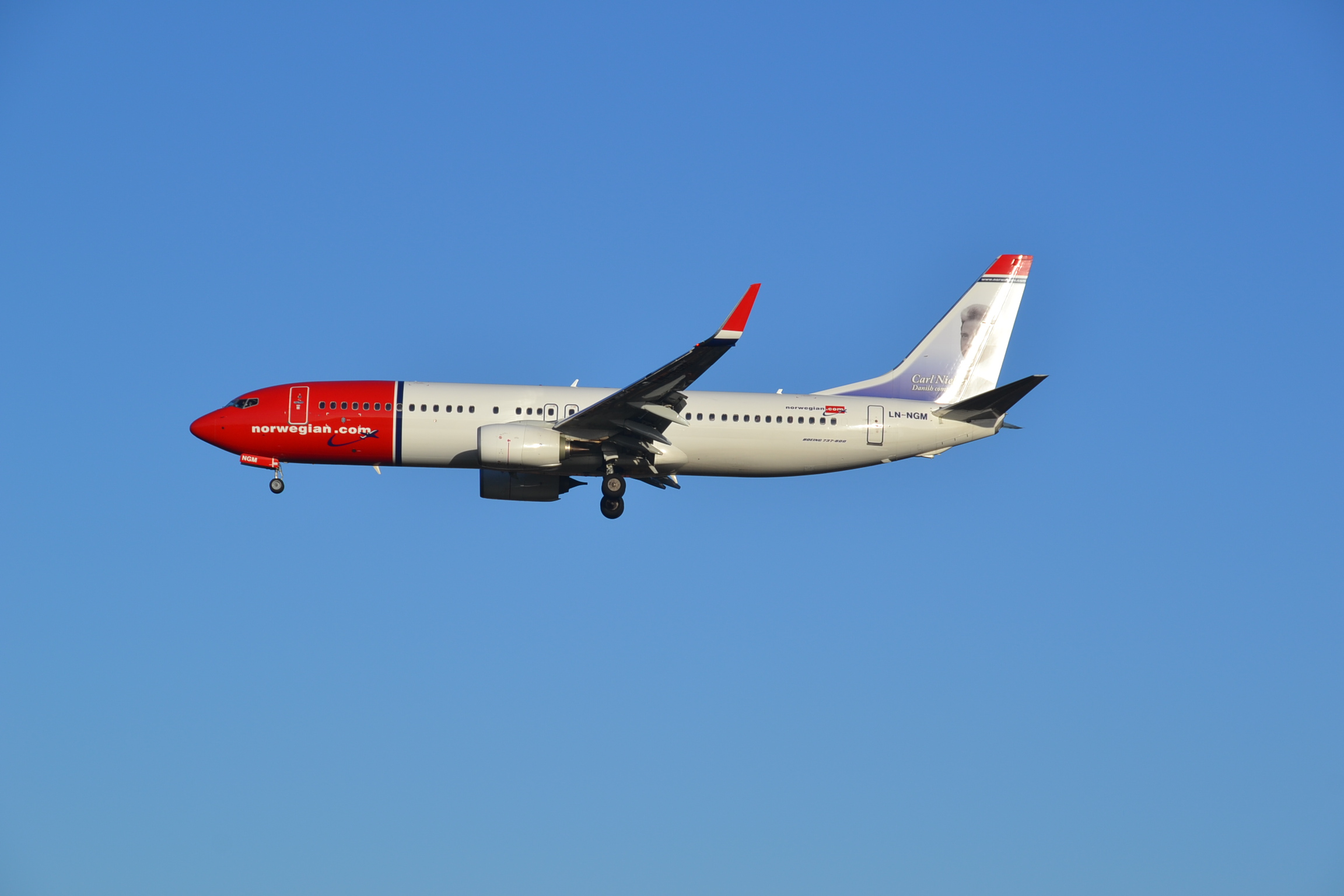
A Norwegian Air Boeing 737-ese Carl Nielsen portréjával
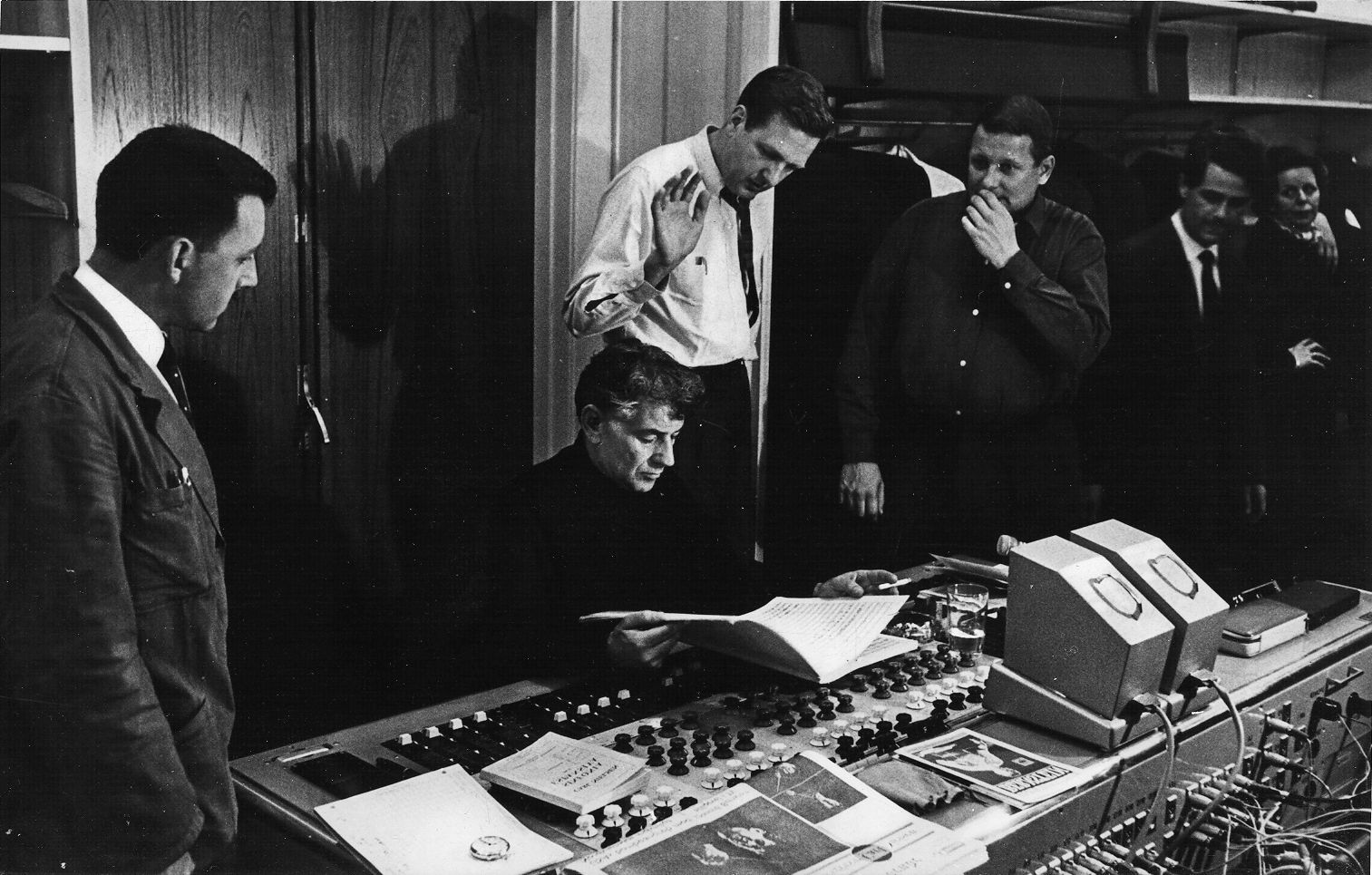
Hans Leonhard, Leonard Bernstein, John McClure és Hellmuth Kolbe a 3. 'Sinfonia espansiva' szimfónia felvételén a szerző születésének 100. évfordulója alkalmából

## Fordítás
- Ez a szócikk részben vagy egészben a Carl Nielsen című angol Wikipédia-szócikk ezen változatának fordításán alapul.  Az eredeti cikk szerkesztőit annak laptörténete sorolja fel. Ez a jelzés csupán a megfogalmazás eredetét és a szerzői jogokat jelzi, nem szolgál a cikkben szereplő információk forrásmegjelöléseként.
- Ez a szócikk részben vagy egészben a Carl Nielsen című dán Wikipédia-szócikk ezen változatának fordításán alapul.  Az eredeti cikk szerkesztőit annak laptörténete sorolja fel. Ez a jelzés csupán a megfogalmazás eredetét és a szerzői jogokat jelzi, nem szolgál a cikkben szereplő információk forrásmegjelöléseként.